# 安東尼·卡沙利斯
安東尼·卡沙利斯（英語：Anthony Cáceres，1992年9月29日—），是一名澳洲職業足球員，司職中場，現效力於澳職球隊FC悉尼。
他在2013年1月首次為中岸水手上陣對噴射機，不過該場以0:0完場。他在一年後首次替球隊入球，對噴射機入球助球隊贏3:0。

## 外部連結
- 中岸水手官網 球員資料 （页面存档备份，存于）
- soccerway的中岸水手資料庫 （页面存档备份，存于）